# Ballet Nacional de Ecuador
El Ballet Nacional de Ecuador (BNE) es una corporación artística fundada en 1980, conformada por cuatro elencos artísticos especializado en diferentes géneros de la danza: el Ballet Ecuatoriano de Cámara, encargado de difundir la danza clásica; el Ballet Contemporáneo de Cámara, especializado en danza contemporánea; el Ballet Metropolitano encargado de llevar a escena los ritmos ecuatorianos y latinoaméricanos; y, el Ballet Urbano promotor de los ritmos actuales y urbanos.
En el ámbito formativo el Ballet Nacional de Ecuador cuenta con la Escuela Metropolitana de Danza (Metrodanza) encargada de la formación de balletistas.

## Historia
En 1980, con el propósito de generar nuevos proyectos en el marco de la danza en el Ecuador, se creó el Ballet Ecuatoriano de Cámara, como un elenco especializado en ballet clásico y neoclásico cuyo principal objetivo fue interpretar importantes obras universales para ballet y coreografiar otras nuevas.
El Ballet Ecuatoriano de Cámara fue el precursor de otras iniciativas que potenciaron procesos creadores y de investigación ligados al talento y a la capacidad de coreógrafos, maestros y bailarines.
En 2004, con esa base, se creó la Escuela Metropolitana de Danza, concebida como un centro de formación profesional, que abrió sus puertas a niños y jóvenes, con el fin de fortalecer la escena artística nacional. Ese mismo año se creó el Ballet Metropolitano (BAM), y posteriormente, en año el 2007, se creó el Ballet Contemporáneo de Cámara (BCC).
El crecimiento de la Institución, asociado al trabajo de bailarines y maestros y a la labor de formación de nuevos profesionales, mediante Acuerdo Ministerial N-037 se creó el Ballet Nacional de Ecuador, conformado por los tres elencos citados: Ballet Ecuatoriano de Cámara, Ballet Metropolitano, Ballet Contemporáneo de Cámara, y por la Escuela de formación Metrodanza. A ellos se sumó en el año 2011 el Ballet Urbano, que nació a partir del Taller Metropolitano de Danza.

## Aniversario
El 26 de junio de 2019 el Ballet Nacional de Ecuador cumplió 39 años de vida institucional. Presentando una serie de exposiciones fotográficas y la puesta en escena del ballet “Los tres Mosqueteros”.